# کازو اوکادا
کازو اوکادا (انگلیسی: Kazuo Okada؛ زادهٔ ۳ اکتبر ۱۹۴۲) کارآفرین اهل ژاپن است، که در سال ۲۰۰۲ شرکت وین ریزورتس را تأسیس کرد.